# Cal Petit (Odèn)
|  | Aquest article tracta sobre la masia del Solsonès. Vegeu-ne altres significats a «Cal Petit (Tagamanent)». |

Cal Petit és una masia situada al municipi d'Odèn, a la comarca catalana del Solsonès.
Es troba a pocs metres del quilòmetre 22 de la carretera L-401, al costat de cal Xinquet, just a tocar del torrent que davalla del Tossal de Cambrils.